# Studienheim St. Pirmin
Das Studienheim St. Pirmin war ein deutsches Internat der Diözese Speyer im Pfälzerwald in der Gemeinde Dahn, 20 km südöstlich der Stadt Pirmasens, 55 km südlich von Kaiserslautern. Namensgeber für das Haus war der heilige Pirmin. Die Idee zur Gründung des Hauses entstand im Jahr 1953, in dem die Diözese Speyer die 1200-Jahr-Feier zum Todestag des heiligen Pirmin feierte. Fertiggestellt und den Betrieb aufgenommen hat das Internat am 14. August 1958. Als Architekt wurde 1957 das Karlsruher Architektenbüro Hirsch & Bohne verpflichtet.
Von Anfang an wurden im Studienheim St. Pirmin ausschließlich und bis zum Schluss nur Jungen aufgenommen. Die Gründer Rudolf Nether und Philipp Weindel hatten aus ihrer reformpädagogischen Überzeugung eine Reihe von weiterentwickelten Grundsätzen für das Studienheim St. Pirmin erarbeitet. Dabei spielte die Ruhe und Abgeschiedenheit des naturbelassenen Dahner Felsenlandes eine wesentliche Rolle zur Auswahl des Standortes. Hauptziel des Internates war es, Nachwuchskräfte für den Priesterberuf für die Diözese Speyer zu rekrutieren.

## Geschichte
Nach der Gründung hatte das Studienheim St. Pirmin eine Kapazität von 150 Schülern, die alle das Otfried-von-Weißenburg-Gymnasium Dahn besuchten. Der angestrebte Schulabschluss war anfänglich das Abitur, später wurden auch Realschüler aufgenommen, die am Schulzentrum Dahn ihre mittlere Reife absolvierten.
Auch bei der Konfession wurden zunächst nur Schüler einer katholischen Diözese, vor allen Dingen der Diözesen Speyer, Trier und Mainz aufgenommen. Später kamen auch Schüler mit protestantischer Konfession hinzu. Die Einrichtung verfügte über eine eigene Hauskapelle mit Orgel, in der im ersten Jahrzehnt an jedem Morgen, später der sonntägliche Gottesdienst abgehalten wurde. Auch Firmungen der Internatsschüler durch den Bischof von Speyer Friedrich Wetter (1968–1982) und später durch seinen Nachfolger Anton Schlembach (1983–2007), sowie dessen Vertreter, den Weihbischof Ernst Gutting (1971–1994), wurden hier durchgeführt. Alljährlich am 3. November jeden Jahres wurde das Patronatsfest im Andenken an den Namensgeber, den Heiligen Pirmin gefeiert.
Das Internat verfügte über drei Sportplätze, einen Rasenplatz, eine Pferdekoppel, ein Freischwimmbad mit Drei-Meter-Sprungturm, einen Tennisplatz, ein Karambolagebillard, drei Tischtennisplatten, eine Aula, eine eigene Disco, eine eigene Musikband und mehrere Musik-, Foto- und Werkräume. Die Schüler konnten Instrumentalunterricht nehmen. In den 1960er Jahren wurden zudem in der hauseigenen Großküche auch Hauswirtschaftlerinnen aus der näheren Umgebung ausgebildet. Insgesamt besuchten zwischen 1958 und 1994 über 550 Schüler das Studienheim, von denen 90 % die Schule mit einem qualifizierten Schulabschluss, dem Abitur oder der mittleren Reife beendeten. Das Schulgeld betrug im Jahr 1985 für einen Internatsschüler 420.- DM pro Monat. Die Gebühr für Geschwisterkinder betrug zu diesem Zeitpunkt 280 DM.
Aufgrund der nachlassenden Anmeldezahl sank die Anzahl der Schüler in den 1990er Jahren auf unter 50, was den Träger, die Diözese Speyer, veranlasste, das Studienheim zu schließen. Im letzten Jahrgang machten acht Schüler das Abitur. 1994 wurde das Studienheim nach 36 Jahren geschlossen. Die verbleibenden Internatsschüler konnten ihre Schulausbildung im ebenfalls von der Diözese Speyer geleiteten Internat Johanneum weiterführen. Ende der 1990er Jahre wurde auch dieses Internat mangels Zulaufs geschlossen.

## Verkauf der Immobilie, Korruptionsskandal und neue Nutzung
1994 wurden Grundstück und Gebäude für 6,0 Mio. DM an die vom Ehepaar Wilfried und Leonore Gaul geführte Wesbau Baubetreuungsgesellschaft mbH verkauft. 1997 veräußerte Gaul, damals Präsident des Waldhof Mannheim, die Immobilie für 13,25 Mio. DM an die Caritas Trägergesellschaft Trier, die das Haus umbaute und als Mutter-Genesungsheim für Mutter-Kind-Kuren nutzte. Der Wert der Immobilie wurde für diesen Zeitpunkt von der Staatsanwaltschaft Koblenz auf 6,9 Mio. DM beziffert. Der damalige Geschäftsführer der ctt Hans-Joachim Doerfert, damals gleichzeitig Präsident von Eintracht Trier hatte also rund 6,35 Mio. DM zu viel für das Anwesen bezahlt. Die überschüssigen Gelder wurden von Doerfert und Gaul veruntreut und flossen zum Teil über die Ärztliche Abrechnung Trier (ÄAT) an die Vereine 1. FC Saarbrücken, Waldhof Mannheim und Eintracht Trier als deren Präsidenten die beiden Kaufleute den Vereinen in Trier und Mannheim vorstanden. Die in diesem Zusammenhang geflossene Zahlungen an den 1. FC Saarbrücken führten zum Rücktritt von Bundesverkehrsminister Reinhard Klimmt, damals Präsident des 1. FC Saarbrücken und dem saarländischen Minister für Inneres und Sport Klaus Meiser. Gaul wurde wegen illegaler Geschäfte und Beihilfe zur Untreue vom Landgericht Koblenz zu zwei Jahren auf Bewährung und 50.000 € Geldstrafe verurteilt. Gaul trat am 18. März 2002 als Präsident von Waldhof Mannheim von seinem Amt zurück. Doerfert wurde im Zivilprozess vom Landgericht Trier zur Zahlung von 3,6 Mio. DM an die ctt verurteilt, sowie am 1. Februar 2001 vom Landgericht Koblenz im strafrechtlichen Verfahren wegen Korruption zu 7 Jahren und 3 Monaten und am 4. Juli 2001 vom Landgericht München zu 10 Jahren und 6 Monaten verurteilt. Am 20. Januar 2005 wurde Doerfert wegen guter Führung unter Berücksichtigung der besonderen Umstände nach § 57 StGB bereits nach Verbüßung der Hälfte seiner zeitigen Freiheitsstrafe auf Bewährung aus der Haft in der Justizvollzugsanstalt Diez entlassen.
Am 12. August 2004 wurde der Gebäudekomplex durch Vermittlung von der rheinland-pfälzischen Ministerin Malu Dreyer an die Kölner Josefs-Gesellschaft ggmbH verkauft. Zum 30. September 2004 stellte das Mutter-Kind-Therapiezentrum St. Pirmin den Betrieb ein. Die 40 festangestellten Mitarbeiter erhielten auf Wunsch ein Stellenangebot in einer anderen ctt-Einrichtung. Nach dem behindertengerechten Umbau im Frühjahr 2005 wird das ehemalige Studienheim St. Pirmin seit dem 1. September 2005 als Conrad-von-Wendt Haus, einer Einrichtung für Behinderte der Josefs-Gesellschaft genutzt. In fünf Wohngruppen a 10 Personen haben hier insgesamt 50 körperlich und geistig behinderte Menschen die Möglichkeit, in einem Betreuten-Wohnen-Konzept behindertengerecht zu leben. Das Angebot wird durch eine Tagesförderstätte für 20 schwerer-behinderte Menschen ergänzt. Insgesamt 30 leichter-behinderte Personen gehen einer regelmäßigen beruflichen Tätigkeit in den Pirminiuswerkstätten in Pirmasens, einer Einrichtung der Heinrich-Kimmle-Stiftung, nach. Zur Betreuung der 50 Heimbewohner sind insgesamt 98 Voll- und Teilzeitangestellte im Conrad-von-Wendt Haus beschäftigt.
Darüber hinaus bietet das Conrad-von-Wendt Haus Seminar- und Gruppenräume als Tagungshaus für Firmen sowie Übernachtungsmöglichkeiten als Gästehaus für Privatpersonen an.

## Langjähriger Präfekt Studienheim St. Pirmin
- Richard Fritzinger (1962–1965)
- Paul Völter (1958–1986)
- Otto Schüßler (1965–1969)

## Ehemalige bekannte Schüler des Studienheims St. Pirmin
(Auswahl)
- Theodor Kissel (* 1962), Althistoriker und Autor
- Joachim Eschenbach (* 1967), Naturwissenschaftler
- Alexandros Stefanidis (* 1975), Autor[16]
- Karl Heinz A. Lorenz (* 1962), Autor[17]